# Corrie van Gorp
Pour les articles homonymes, voir Gorp.
Corrie van Gorp, née Cornelia Elizabeth van Gorp le 30 juin 1942 à Rotterdam, et morte le 22 novembre 2020 à Rotterdam, était une actrice et chanteuse néerlandaise.

## Galerie

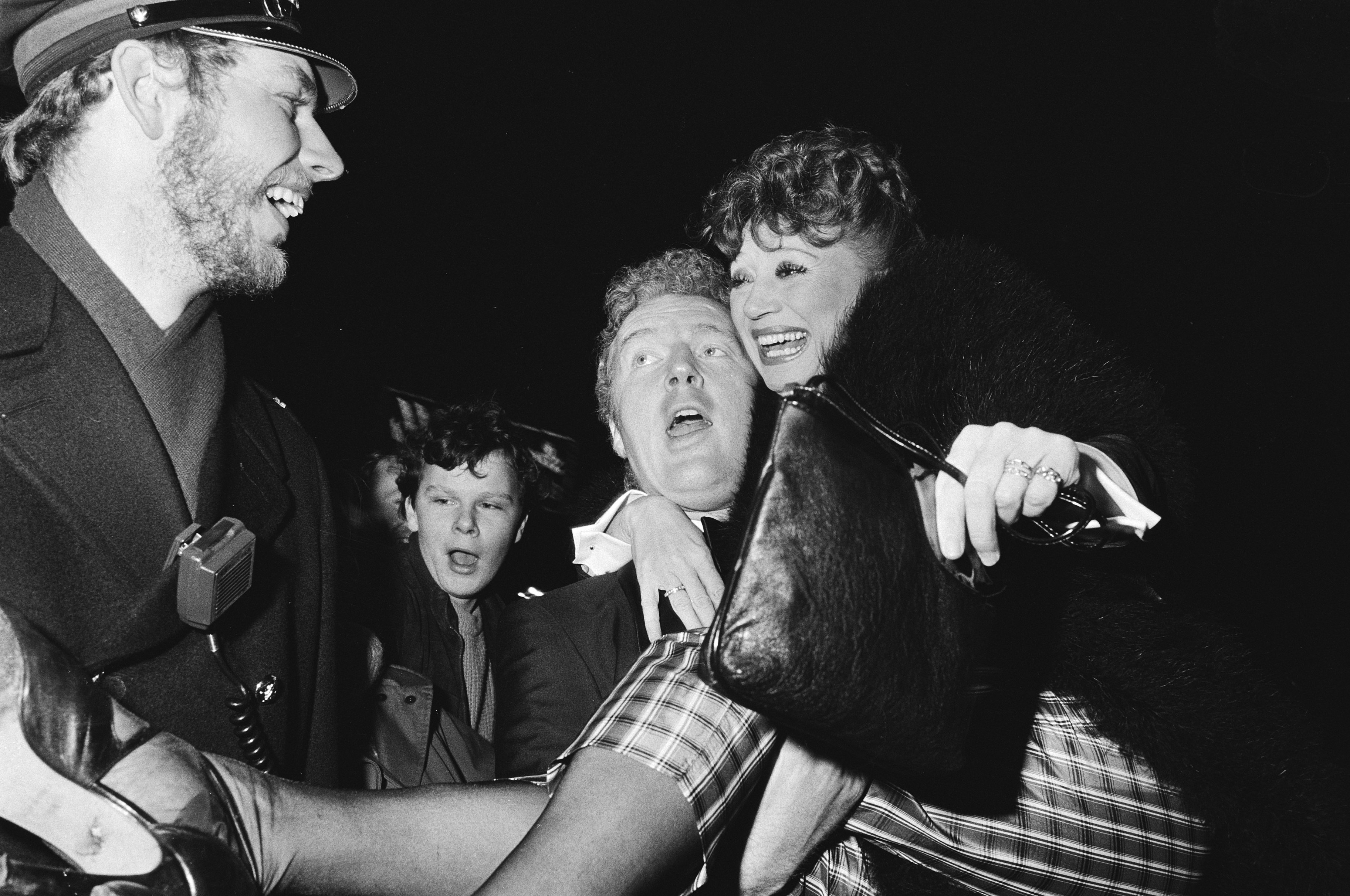
André van Duin et Corrie van Gorp le soir de la première de De boezemvriend (film) (nl)

## Filmographie

### Cinéma et téléfilms
- 1976 : Pretfilm : divers rôles
- 1976 : Hotel de Botel (nl) : Suzanne
- 1978 : André's kerstshow : trois rôles (la cliente, Mme Jansen et la femme de Bestolen)
- 1980-1981 : De Flip Fluitketel show : Mme de Bok
- 1981 : Het beste van André : Mme de Bok
- 1981 : Ik ben Joep Meloen (nl) : Dorien de Groot
- 1982 : Boem-Boem (nl) : deux rôles (Nelly Root et la baronne Cornelia Stoutenbeek)
- 1982 : André's Comedy Parade : divers rôles
- 1985 : De Poppenkraam (nl) : Miep
- 2009 : De Dik Voormekaar show : Mme de Bok
- 2010 : De wereld draait door (nl) : Mme de Bok

## Discographie

### Albums studios
- 2015 : Wim Sonneveld Met Willem Nijholt En Corrie Van Gorp II (sorti le 23 octobre 2015), ft. Wim Sonneveld, Willem Nijholt, Ruud Bos, Alex Cohen et Pierre Le Blanc[4]